# Tibor Kemény
Tibor Kemény (Budapeste, 5 de março de 1913 - 1992) foi um futebolista e treinador húngaro. 

## Carreira
Tibor Kemény fez parte do elenco da Seleção Húngara de Futebol das Copas do Mundo de 1934, ele fez apenas uma partida.

## Ligações Externas
- Perfil em Fifa.com (em inglês)